# Werner Klemke
Werner Klemke, né le 12 mars 1917 à Berlin et mort le 26 août 1994 dans la même ville, est un graphiste, un illustrateur et un professeur d'arts appliqués de la République démocratique allemande (RDA).

## Biographie
Werner Klemke fréquente souvent les musées et les bibliothèques dans son enfance et sa jeunesse et apprécie particulièrement l'antiquité classique. Désireux d'une pratique artistique plus grande et parce qu'il n'avait pas obtenu de bourse, il interrompt une formation de professeur de dessin commencée à Francfort-sur-l'Oder. Il trouve sa voie en 1937 en tant que dessinateur pour film d'animation.
Pendant la Seconde Guerre mondiale, alors qu'il est envoyé sur le front de l'Ouest, il mène des activités clandestines en faveur de Juifs néerlandais (faux papiers, cartes d'alimentation), activités relatées dans le documentaire Treffpunkt Erasmus de la réalisatrice néerlandaise Annet Betsalel.
À l'été 1945, il fait paraître, à raison de 15 exemplaires par jour, le premier livre allemand pour enfants après la guerre, Les musiciens de la ville de Brême, texte et dessins par lithographie, à la technique de laquelle Klemke s'est initié.
De retour à Berlin après 1946, il travaille de plus en plus fréquemment pour différents magazines comme le Neue Berliner Illustrierte, le satirique Ulenspiegel et Frischer Wind ainsi que pour des journaux destinés aux enfants tels que l'ABC-Zeitung et Der Junge Pionier. Il utilise également la technique de la gravure sur bois et reçoit des commandes de plusieurs éditeurs de livres.
Enseignant à l'École supérieure des beaux-arts et des arts appliqués (Kunsthochschule Berlin-Weißensee), il devient professeur d'illustration de livres et typographie en 1956. Il subit l'influence de la gravure sur bois en couleur qu'il découvre lors d'un voyage d'étude en Chine en 1954.
En 1961, il est nommé membre régulier de l'Académie des arts de la RDA en raison de sa production artistique.
Werner Klemke reçoit plusieurs récompenses : le prix national de la République démocratique allemande classe II (1962) et I (1971) et l'Ordre du mérite patriotique en or en 1982.
Il n'a jamais appartenu à un parti politique. L'ensemble de son œuvre est publié en 1958, alors que l'artiste n'a que 51 ans. En 1973, il devient membre honoraire de l'Académie des arts de l'URSS. En 1975, la ville italienne de Certaldo, lieu de naissance et de mort de Boccace, le fait citoyen d'honneur pour sa conception du Décaméron.

## Œuvres
En plus d'illustrer et concevoir des livres, Werner Klemke a beaucoup dessiné pour la presse, réalisé des affiches, brochures, typographies, panneaux d'expositions, lettres, conçu des décors et costumes de théâtre. À cela s'ajoutent notamment des créations de timbres-poste, cartes postales, pochettes de disques, menus de restaurants, marque-pages, décorations murales, aménagements intérieurs, façades d'immeubles.

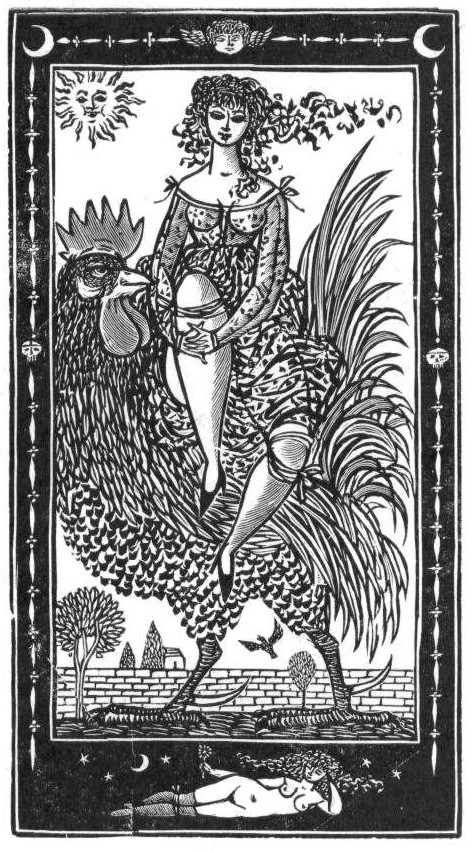
Illustration du Décaméron de Boccace.
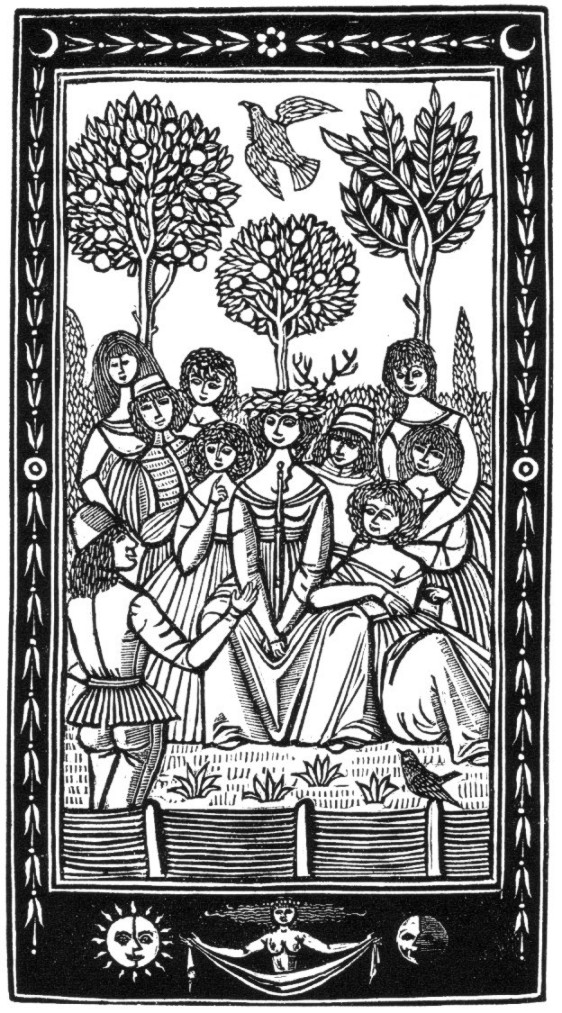
Illustration du Décaméron de Boccace.
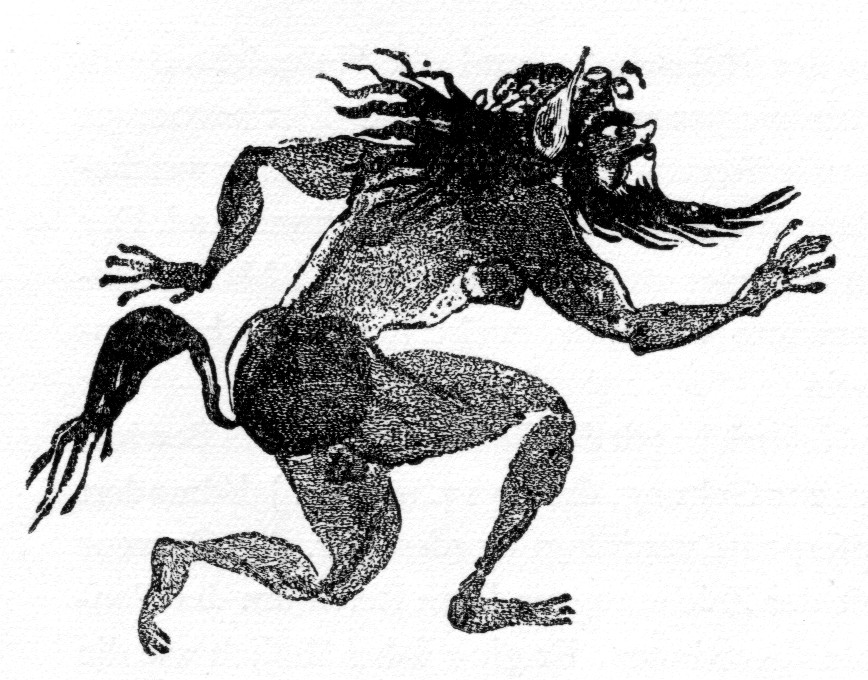
Illustration de Histoire Véritable de Montesquieu.
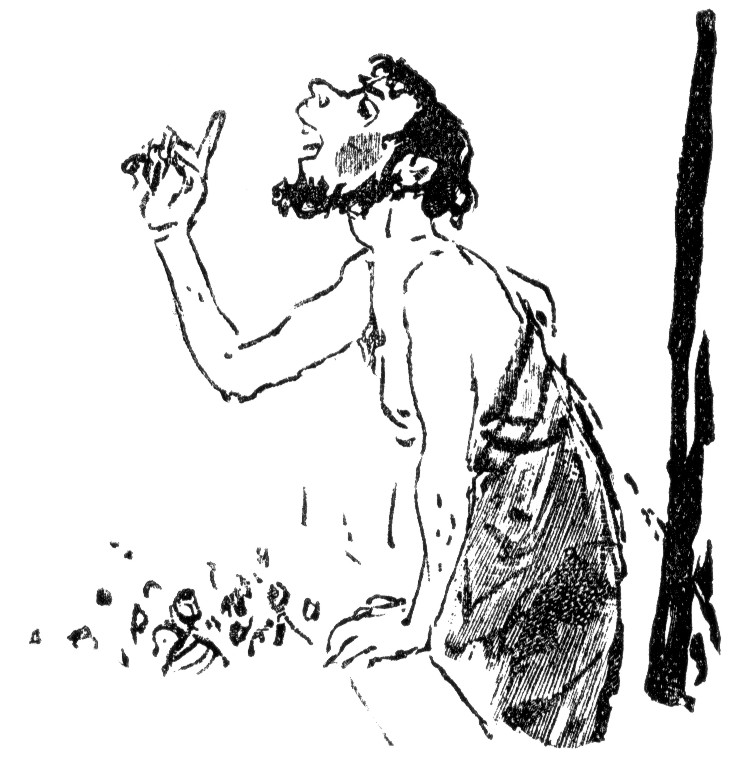
Illustration de Histoire Véritable de Montesquieu.
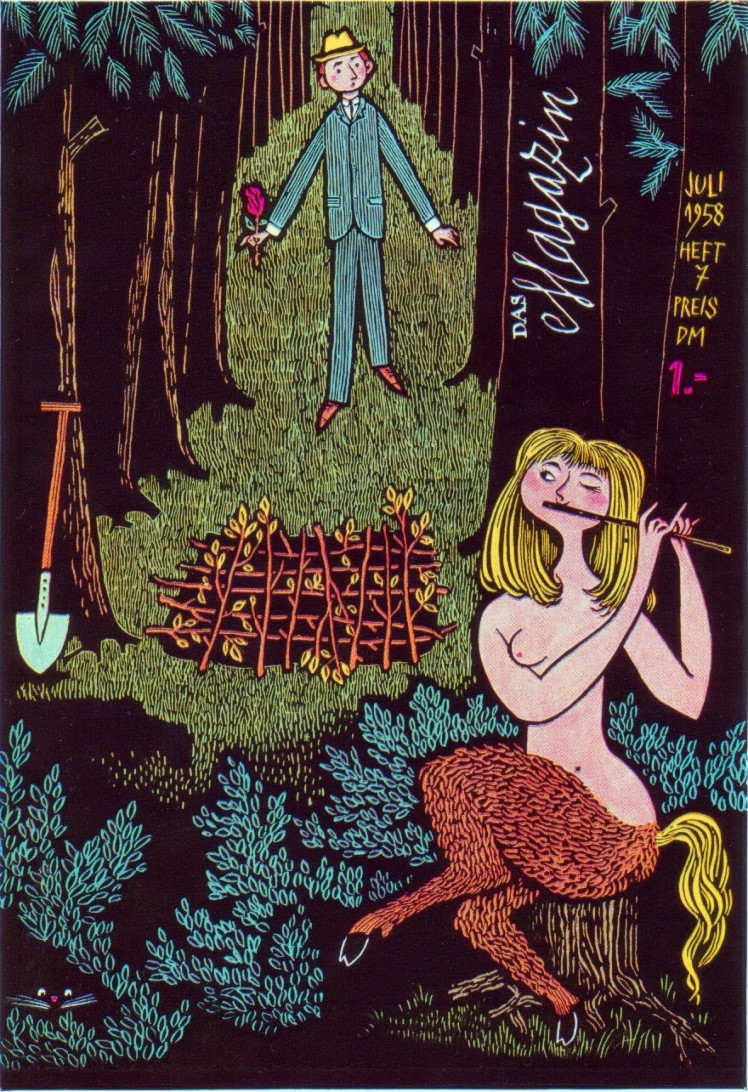
Page de titre de Magazin.

## Prix et distinctions
- 1967 : Pomme d'Or de Bratislava[5] de la Biennale d'illustration de Bratislava (BIB) pour ses illustrations de Ferdinand der Stier (texte de Munro Leaf)